# Parafia Chrystusa Jedynego Zbawiciela w Swarzędzu
Parafia Chrystusa Jedynego Zbawiciela w Swarzędzu – rzymskokatolicka parafia w Swarzędzu, należy do dekanatu swarzędzkiego. Obejmuje południową cześć Swarzędza. Erygowana w 1998 z parafii św. Marcina.
Kościół parafialny znajduje się na osiedlu Mielżyńskiego 1a i został zbudowany w latach 2003–2005.